# United States Camel Corps
L'United States Camel Corps est une expérience du milieu du XIXe siècle menée par l'armée américaine consistant à utiliser des chameaux comme bêtes de somme dans le Sud-Ouest des États-Unis. Bien que les chameaux se soient révélés robustes et bien adaptés pour voyager à travers la région, l’armée a refusé de les adopter à des fins militaires. La guerre civile perturbe l'expérience qui est finalement abandonnée ; les animaux ont été vendus aux enchères.

## Origine
En 1836, le major George H. Crosman (en) de l'armée américaine, convaincu par ses expériences lors des guerres amérindiennes en Floride que les chameaux seraient utiles comme bêtes de somme, encourage le Département de la Guerre des États-Unis à utiliser des chameaux pour le transport. En 1848 ou avant, le major Henry C. Wayne mène une étude plus détaillée et recommande l'importation de chameaux. Wayne avait rallié à ses idées le sénateur Jefferson Davis du Mississippi. Davis échoue à lancer l'expérience jusqu'à ce qu'il soit nommé secrétaire à la Guerre en 1853 par le président Franklin Pierce. Lorsque les forces américaines durent opérer dans des régions arides et désertiques, le président et le Congrès commence à prendre cette idée au sérieux. Davis constate que l'armée doit améliorer les transports dans le sud-ouest des États-Unis, que lui et la plupart des observateurs considéraient comme un grand désert. Dans son rapport annuel de 1854 Davis écrit : « J'attire encore une fois l'attention sur les avantages à attendre de l'utilisation des chameaux et des dromadaires à des fins militaires et autres. » Le 3 mars 1855 le Congrès américain alloue 30 000$ (
soit 823 179 $ en 2025 ) pour le projet. Un rapport intitulé « Achat de chameaux à des fins de transport militaire » est publié par Davis en 1857.
Des années plus tard, Edward Fitzgerald Beale aurait dit à son fils, Truxtun (en), que l'idée d'utiliser des chameaux lui était venue alors qu'il explorait la Vallée de la Mort avec Kit Carson. Jefferson Davis, alors secrétaire à la Guerre, sympathise avec Beale, et Beale persuade son ami et parent, le lieutenant David Dixon Porter, de postuler pour le commandement de l'expédition afin d'acquérir les chameaux. Ce récit n'est pas étayé par les journaux ou les papiers de Beale.

## Acquisition

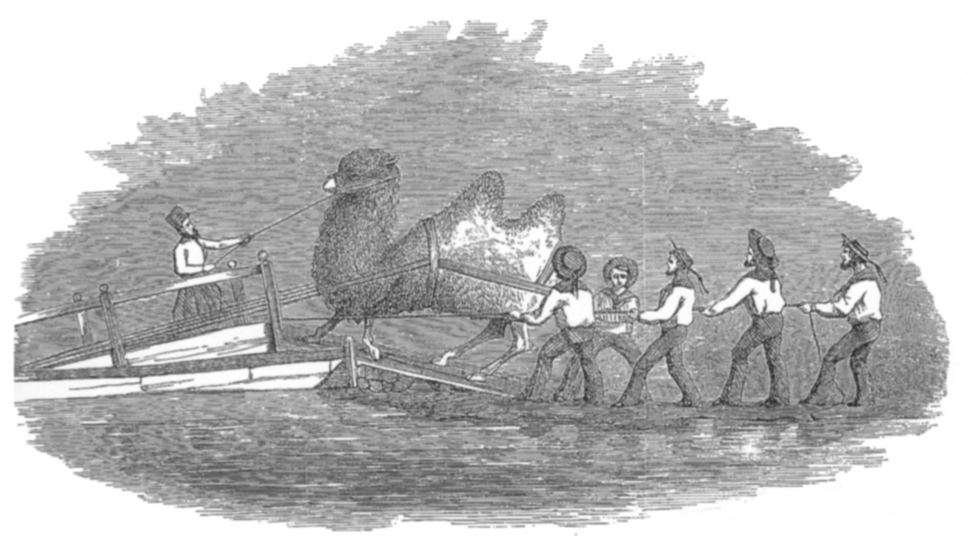
Dessin représentant le chargement d'un chameau

Le major Wayne est chargé de se procurer les chameaux. Le 4 juin 1855, Wayne quitte New York à bord de l'USS Supply (en), sous le commandement du lieutenant David Dixon Porter. Après leur arrivée en mer Méditerranée, Wayne et Porter commencent à se procurer des chameaux. Ils font escale à Goletta (Tunisie), à Malte, en Grèce, en Turquie et en Égypte. Ils achètent 33 animaux (19 femelles et 14 mâles), dont deux chameaux de Bactriane, 29 dromadaires, un dromelon et un booghdee (un croisement entre un chameau de Bactriane mâle et une dromadaire femelle). Les deux officiers se procurent également des bâts, étant certains que des selles convenables ne pouvaient pas être achetées aux États-Unis. Wayne et Porter embauchent cinq chameliers, certains arabes et d'autres turcs, et le 15 février 1856 l'USS Supply met le cap sur le Texas. Porter établit des règles strictes pour les soins, l'abreuvement et l'alimentation des animaux dont il a la charge. Pendant la traversée un chameau mâle meurt mais deux petits naissent et survivent au voyage. Le 14 mai 1856 34 chameaux sont débarqués en toute sécurité à Indianola, Texas. Tous les animaux survivants sont en meilleure santé qu'à leur départ. Sur ordre de Davis Porter repart pour l'Égypte afin de se procurer davantage de chameaux. Pendant que Porter effectue le deuxième voyage, Wayne fait marcher les chameaux du premier voyage jusqu'à Camp Verde (en), Texas, en passant par San Antonio. Le 10 février 1857 l'USS Supply revient avec un troupeau de 41 chameaux. Au cours de la deuxième expédition, Porter engage « neuf hommes et un garçon », dont Hi Jolly (en), Alors que Porter effectue sa deuxième mission, cinq chameaux du premier troupeau meurent. Les animaux nouvellement acquis rejoignent le premier troupeau de Camp Verde, qui a été officiellement désigné comme camp de base pour chameau. L'armée dispose alors de 70 chameaux.

## Utilisation dans le Sud-Ouest

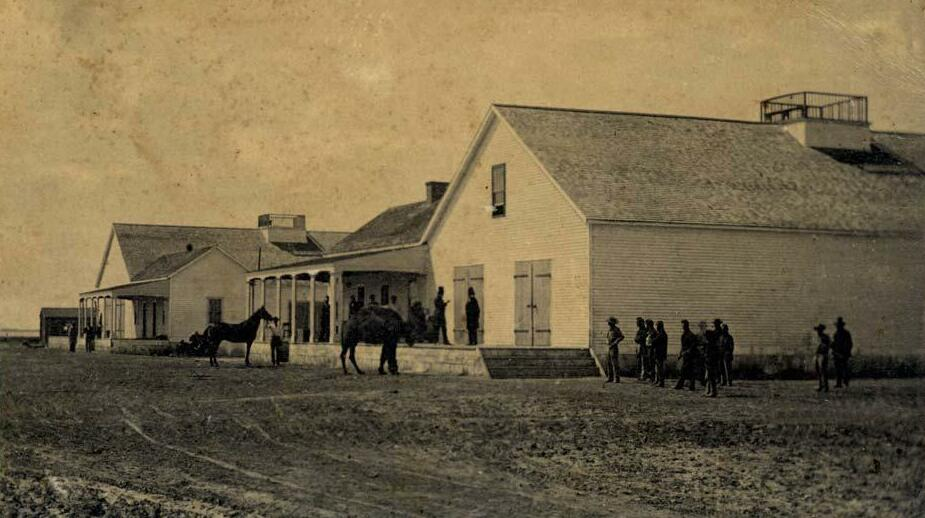
Chameau à Drum Barracks, San Pedro, Californie (1863 ou avant)

Wayne tente un programme d'élevage de chameaux mais ses projets sont mis de côté lorsque le secrétaire Davis annonce que les animaux doivent être testés pour déterminer s'ils peuvent être utilisés pour atteindre un objectif militaire,.
En 1857, James Buchanan devient président, John B. Floyd succède à Davis au poste de secrétaire à la Guerre et Wayne, qui a été réaffecté à des fonctions auprès du quartier-maître général à Washington, DC, est remplacé par le capitaine Innis N. Palmer (en). Également en 1857, en réponse à une pétition citoyenne visant à établir une route reliant l'Est et l'Ouest, le Congrès autorise un contrat pour la création d'une route le long du 35e parallèle, de Fort Defiance, dans le territoire du Nouveau-Mexique, jusqu'au fleuve Colorado. L'ancien lieutenant de Marine Edward Fitzgerald Beale remporte le contrat et apprend par la suite que le secrétaire Floyd lui a demandé d'emmener 25 chameaux avec lui. La première partie du voyage nécessite de voyager depuis Camp Verde en passant par San Antonio, Fort Davis et El Paso, en traversant la frontière entre le Texas et le territoire du Nouveau-Mexique et en passant par Albuquerque pour arriver à Fort Defiance. L'expédition quitte San Antonio le 25 juin 1857 et 25 chameaux de bât accompagnent un train de chariots tirés par des mulets. Chaque chameau transporte une charge de 600 livres. Beale a des écrits très élogieux sur l'endurance et les capacités de portage des chameaux. Parmi ses commentaires, il dit qu'il préfère avoir un chameau plutôt que quatre mules. Les commentaires de Beale amènent Floyd à signaler au Congrès que les chameaux se sont révélés efficaces comme moyen de transport et à recommander que le Congrès autorise l'achat de 1 000 animaux supplémentaires. Le Congrès ne donne pas suite à sa demande. Beale et son groupe atteignent le fleuve Colorado le 26 octobre 1857. Après avoir traversé la Californie, Beale utilise les chameaux à diverses fins dans son ranch près de Bakersfield. Beale propose de garder les chameaux de l'armée sur sa propriété, mais le secrétaire à la Guerre de l'Union, Edwin Stanton, rejette l'offre,.
Le 25 mars 1859, le secrétaire Floyd dirige la reconnaissance de la zone située entre la rivière Pecos et le Rio Grande à l'aide des chameaux encore disponibles au Texas. Le lieutenant William E. Echols, de l'United States Army Corps of Topographical Engineers (en), est chargé de mener la reconnaissance. Le lieutenant Edward L. Hartz commande l'escorte. Le convoi comprend 24 chameaux et 24 mulets. Il part en mai 1859. L'expédition arrive au Camp Hudson (en) le 18 mai. Le groupe reste au Camp Hudson pendant cinq jours, puis part pour Fort Stockton, au Texas, où il arrive le 12 juin. Le 15 juin, l'expédition se dirige vers l'embouchure d'Independence Creek (en) pour tester la capacité des chameaux à survivre sans eau. La distance parcourue est d'environ 85 milles à la vitesse de quatre milles par heure. Les chameaux ne montrent aucun désir d’eau pendant le voyage, mais sont abreuvés à leur arrivée. Le groupe se lance ensuite dans un voyage de quatre jours de 114 milles jusqu'à Fort Davis, près du Rio Grande. Au cours de cette partie du voyage, l'un des chameaux est mordu à la jambe par un serpent à sonnette, la blessure est soignée et l'animal n'a aucune séquelle. En arrivant à Fort Davis, les chevaux et les mulets sont mal en point mais pas les chameaux. Après trois jours de repos, l'expédition retourne directement à Fort Stockton. Hartz écrit que « la supériorité du chameau à des fins militaires dans les régions mal arrosées du pays semble bien établie. »
Une autre reconnaissance commence le 11 juillet 1859, de Fort Stockton à San Vicente (Texas) (en), et arrive le 18 juillet. L'expédition parcourt environ 24 milles par jour pendant sept jours sur un terrain extrêmement accidenté. Après avoir campé une nuit à San Vicente, le groupe retourne à Fort Stockton et arrive le 28 juillet.
Robert E. Lee voit les chameaux pour la première fois en 1857. Le 31 mai 1860, Lee, qui est encore officier de l'armée américaine et commandant temporaire du Department of Texas (en), ordonne à Echols d'effectuer une autre reconnaissance entre Camp Hudson et Fort Davis. Une partie de la mission d'Echols consiste à localiser un site pour un camp près du Comanche. Le convoi est composé de 20 chameaux, dont un seul mâle, et de 25 mulets. Le 24 juin, l'expédition, rejointe par une escorte d'infanterie commandée par le lieutenant JH Holman, marche du Camp Hudson vers la rivière Pecos. Les chameaux sont encore plus efficaces que les mulets. Alors que la marche se poursuit à travers un pays extrêmement sec, Echols craint pour la vie de ses hommes et de ses animaux. Le cinquième jour, le groupe atteint le San Francisco Creek (en), un affluent du Rio Grande, presque à sec. Trois mulets meurent au cours de cette étape du voyage, mais tous les chameaux survivent. Après s'être reposé une journée près d'un point d'eau, Echols conduit son commandement à Fort Davis. Echols décide qu'un homme et neuf mules doivent être laissés à Davis parce qu'ils sont incapables de continuer. Le 17 juillet, l'expédition arrive au Presidio del Norte, près du Rio Grande. Echols trouve ce qu'il pense être un endroit approprié pour un camp. L'expédition repart via Fort Stockton jusqu'au Camp Hudson et arrive début août. Les chameaux sont ramenés au Camp Verde. Lee écrit à l'adjudant général Samuel Cooper «... de chameaux dont l'endurance, la docilité et la sagacité ne manqueront pas d'attirer l'attention du secrétaire à la Guerre, et sans les services fiables desquels la reconnaissance aurait échoué. » La reconnaissance ordonnée par Lee fut la dernière utilisation à longue portée des chameaux avant le déclenchement de la guerre civile.
Les dromadaires mangeaient volontiers du créosote dont peu d'autres animaux se nourrissent. On pense que cette rencontre a rétabli une relation biologique qui avait été rompue lorsque les ancêtres américains du dromadaire, tels que Camelops, ont disparu, créant ainsi un anachronisme évolutif.

## Conséquences
Au début de la guerre civile, une tentative est faite pour utiliser les chameaux pour transporter le courrier entre Fort Mohave, dans le territoire du Nouveau-Mexique, sur le fleuve Colorado, et New San Pedro, en Californie, mais la tentative échoue après le refus des commandants des deux postes. Plus tard au cours de la guerre, l'armée ne s'intéresse plus aux animaux et ils sont vendus aux enchères en 1864. Le dernier des animaux de Californie aurait été vu en Arizona en 1891,.
Au printemps 1861, Camp Verde, au Texas, tombe aux mains des Confédérés jusqu'à sa reprise en 1865. Le commandant confédéré délivre un reçu aux États-Unis pour 12 mules, 80 chameaux et deux chameliers égyptiens. Il y a eu des rapports selon lesquels les animaux auraient été utilisés pour transporter des bagages, mais il n'y a aucune preuve qu'ils étaient affectés à des unités confédérées. Lorsque les troupes de l'Union réoccupent le Camp Verde, on estime qu'il y avait plus de 100 chameaux dans le camp, mais il se peut qu'il y en ait eu d'autres qui parcouraient la campagne. En 1866, le gouvernement rassemble 66 chameaux qu'il vend à Bethel Coopwood (en). L'expérience de l'armée américaine sur les chameaux est terminée. La dernière année où un chameau est vu à proximité de Camp Verde est 1875 ; le sort de l'animal est inconnu,.
L'une des raisons pour lesquelles l'expérience a échoué est qu'elle était soutenue par Jefferson Davis qui a quitté les États-Unis pour devenir président des États confédérés d'Amérique. L’armée américaine était une organisation utilisant des chevaux et des mulets dont les soldats n’avaient pas les compétences nécessaires pour contrôler d'autres animaux.
L'un des animaux mâles de Fort Tejon qui avait été tué par un autre mâle pendant la saison du rut a eu ses os envoyés par le lieutenant Sylvester Mowry (en) à la Smithsonian Institution où ils ont été exposés.
On pense qu'un chameau relâché ou un descendant de celui-ci a inspiré la légende arizonienne du Red Ghost.
L'un des rares chameliers dont le nom est connu est Hi Jolly (en). Il passe le reste de sa vie aux États-Unis. Après sa mort en 1902, il est enterré à Quartzsite, en Arizona .Une sculpture en forme de pyramide (en) surmontée d'un profil métallique représentant un chameau a été installée sur sa tombe.